# Żukowski (herb szlachecki)
Żukowski (Walka, Sas pruski odmienny) – kaszubski herb szlachecki.

## Opis herbu
Herb występował przynajmniej w trzech wariantach. Opisy z wykorzystaniem zasad blazonowania, zaproponowanych przez Alfreda Znamierowskiego:
Żukowski I (Walka, Sas pruski odmienny): W polu czerwonym półksiężyc złoty, nad nim miecz srebrny; po obu stronach rękojeści po gwieździe złotej. Klejnot: nad hełmem w koronie godło na ogonie pawim. Labry czerwone, podbite srebrem.
Żukowski Ia (Sas pruski odmienny): Inny klejnot - miecz na opak nad półksiężycem złotym, na ogonie pawim.
Żukowski II (Zukowski, Zuchowski, Walka odmienny, Sas pruski odmienny): Półksiężyc z twarzą, klejnot to sam ogon pawi.

## Najwcześniejsze wzmianki
Wariant pierwszy wymieniany przez Dachnowskiego (Herbarz szlachty Prus Królewskich, jest to pierwsza wzmianka) iNowego Siebmachera. Wariant Ia wzmiankowany przez Dachnowskiego. Wariant II wymieniany przez Ledebura (Pommersches Wappenbuch) i Nowego Siebmachera.

## Rodzina Żukowskich
Rodzina o nazwisku odmiejscowym od Żukowa koło Nowej Cerkwi lub Żukówka koło Parchowa. Pierwsze wzmianki o rodzinie z Żukówka pochodzą z 1599 (Paweł, heretyk), kolejna z 1608 (Paweł i Wojciech, oraz Marcin, Michał, Maciej, ci ostatni to odrębni Żukowscy, biorący nazwisko od Żukówka). Żukowscy z Żukowa wzmiankowani po raz pierwszy w 1570 (trzech Żukowskich). Byli drobną szlachtą, z samego krańca Kaszub. Posiadali działy we wsiach Chwarzno (powiat kościerski), Kęsowo i Wlewsk. W połowie XVII wieku wymieniani jeszcze jako właściciele części we wsiach Malachin, Osowo oraz na Warmii. W XVIII oprócz gniazda posiadali także Stawiska koło Kościerzyny oraz Drzonowo i Zegartowice. Rodzina wydała kilku urzędników ziemskich niskiego szczebla i posłów.

## Herbowni
Żukowski (Suckowski, Szuckowski, Zuchowski, Zukowski).